# Racovița (Timiș)
Racovița (in ungherese Rakovica, in tedesco Rakowitza) è un comune della Romania di 3057 abitanti, ubicato nel distretto di Timiș, nella regione storica del Banato. 
Il comune è formato dall'unione di 6 villaggi: Căpăt, Drăgoiești, Ficătar, Hitiaș, Racovița, Sârbova.
Di un certo interesse è la chiesa lignea dedicata all'Assunzione di Maria (Adormirea Maicii Domnului), costruita nel XVIII secolo e contenente un ciclo di dipinti datati 1778, ubicata nel villaggio di Căpăt.